# Sicmed
Vous pouvez aider à l'améliorer ou bien discuter des problèmes sur sa page de discussion.
- Il ne cite pas suffisamment ses sources. Vous pouvez indiquer les passages à sourcer avec {{référence nécessaire}} ou {{Référence souhaitée}}, et inclure les références utiles en les liant aux notes de bas de page. (Marqué depuis janvier 2022)
- Son texte doit être wikifié : il ne correspond pas à la mise en forme Wikipédia (style, typographie, liens internes, liens entre les wikis, etc.). (Marqué depuis janvier 2022)
- Il est à actualiser. Certains passages sont obsolètes ou annoncent des événements désormais passés. (Marqué depuis janvier 2022)

- Archive Wikiwix
- Bing
- Cairn
- DuckDuckGo
- E. Universalis
- Gallica
- Google
- G. Books
- G. News
- G. Scholar
- Persée
- Qwant
- (zh) Baidu
- (ru) Yandex
- (wd) trouver des œuvres sur Wikidata

Sicmed -  Surfaces et Interfaces Continentales Méditerranéennes -  est un programme international de recherche sur le fonctionnement et les  évolutions des anthropo-écosystèmes ruraux et sous les pressions climatique et anthropique. Il fait partie du Chantier méditerranéen Mistrals et est développé avec le soutien du CNRS-Insu, de l'IRD, de l'INRA et de l'IRSTEA

## Objectifs  et enjeux
Sicmed développe une recherche pluridisciplinaire en s'intéressant aux
- Processus biophysiques régissant les cycles biogéochimiques et hydrologiques
- Évolutions biotechniques (pratiques agricoles, ouvrages hydrauliques...)
- Dynamiques sociales et territoriales (gouvernance, économie...)

Au-delà de ses activités de recherche, Sicmed a aussi pour ambition de développer des activités de formation et de transfert pour contribuer à une gestion plus raisonnées des anthropo-écosystèmes méditerranéens

## Démarche et structuration
SICMED s'appuie sur une démarche croisant approches disciplinaires et approches écosystémiques.
Dans l’approche disciplinaire, des thèmes essentiels ont été identifiés :
- Cycle hydrologique et gestion des ressources en eau,
- Biogéochimie des eaux et des sols,
- Fonctionnement du couverts végétal,
- Systèmes de production agricole,
- Dynamique sociale, économique et institutionnelles.

Dans l’approche écosystémique, les milieux étudiés représentent les principales situations du pourtour méditerranéen tant au plan des types d’écosystèmes que des types de problèmes d’évolution et de gestion existants ou envisagés :
- Zones agricoles (pluviales et irriguées),
- Terre de parcours, forêt, zones de transition (péri-urbains...),
- Environnements singuliers (mines...).

### Sites majeurs d'étude
Les sites majeurs sont choisis pour être représentatifs des principaux anthropo-écosystèmes méditerranéens. Ils disposent de données his - toriques et bénéficient d’instrumentations et d’enquêtes actuelles. Ils illustrent bien les pressions responsables de l’évolution régionale. 5 sites sont actuellement en activité
- Bassin du Lebna (Tunisie du Nord),
- Bassin du Oued Merguellil (Tunisie centrale),
- Plaine de la Crau (France),
- Tensift-Haouz (Maroc),
- Vallée de l’Hérault (fleuve) (France).

Les prochains sites seront probablement en Algérie et en Espagne.

### Réseaux thématiques
Toutes les grandes questions socio-environnementales ne peuvent être abordées à partir des seuls sites majeurs. Des réseaux thématiques complètent donc le dispositif en permettant une vision ciblée sur un enjeu précis qui sera étudié en comparant les différentes zones d’étude du réseau.
Six réseaux sont actuellement soutenus :
- Cartag-Eau : Flux souterrains vers les lagunes
- Metasim : Modélisation des transferts Sol-Végétation-Atmosphère,
- Mine-Med : Activités minières, interactions contaminants-écosystèmes, interfaces santé-environnement-société,
- Resamed : Recharge des systèmes aquifères,
- R-OSMed : Erosion des sols,
- Semafor : Stations expérimentales méditerranéennes forestières.
- Indicateurs

D’autres réseaux sont en préparation pour intégration dans la dynamique SICMED